# Lotto pilota
Il lotto pilota o unità pilota è un lotto pre-industriale su scala ridotta che ha le caratteristiche del prodotto finito e deve essere rappresentativo del lotto industriale. È una prassi obbligatoria in molti settori industriali.

## Contesto
Si tratta di una fase di pre-produzione fondamentale per testare i prototipi in situazioni di utilizzo analoghe a quelle di destinazione della futura produzione, al fine di poter rilevare l'idoneità del prodotto prima che esso venga immesso nel mercato. 
I lotti pilota sono obbligatori per certe tipologie di prodotto, come i vaccini, i farmaci e i veicoli, ma rimane un passaggio obbligato per la produzione su scala industriale anche quando la legge non ne impone l'obbligatorietà, come per esempio nella produzione di apparecchiature chimiche industriali, software (vedere roll out), editoria, comunicazione visiva. 
Creare unità di pre-produzione prima della realizzazione in grande serie può essere una scelta sia qualitativa, sia legislativa, sia commerciale, come per esempio la stampa di un libro in tiratura ridotta per testare la risposta del mercato.
Il lotto pilota quindi si realizza dopo il progetto e prima della produzione di massa.
Nel franchising, l'unità pilota è un punto di vendita sperimentale, tappa obbligatoria (per legge in molti paesi) per creare una rete di franchising.